# Alfred von Domaszewski
Alfred von Domaszewski (né le 30 octobre 1856 à Timișoara et mort le 25 mars 1927 à Munich) est un historien autrichien.

## Biographie
Il fait ses études à Vienne et, après l'obtention de son diplôme, il demeure à Vienne en tant que professeur de lycée. En 1884, il commence à travailler comme assistant au musée d'Histoire de l'art de Vienne. En 1887, il devient professeur agrégé d'histoire ancienne à l'université de Heidelberg où en 1890 il obtient le poste de professeur titulaire. L'un de ses étudiants les plus connus est l'historien Ernst Kantorowicz.
En 1882, il accompagne l'archéologue allemand Carl Humann à Smyrne (Izmir) pour le compte de l'Académie royale des sciences de Prusse, avec le soutien du ministère de l'Éducation de Vienne. Il aide également Humann sur un projet de reconstruction impliquant le monument d'Ancyre. Avec le philologue Rudolf Ernst Brünnow, il fournit une analyse complète et une carte de l'ancienne ville de Pétra.